# Johnnie Lynn
Johnnie Ross Lynn (Los Angeles, 19 dicembre 1956) è un ex giocatore di football americano e allenatore di football americano statunitense della National Football League (NFL). Al college giocò a football a UCLA.

## Carriera come giocatore

### New York Jets (1979-1986)
Lynn fu selezionato come 98a scelta al Draft NFL 1979 dai New York Jets. Con loro giocò come cornerback e safety in 97 partite, totalizzò 17 intercetti con un touchdown su ritorno.

## Carriera come allenatore
Lynn iniziò la sua carriera come allenatore nella NFL con i Tampa Bay Buccaneers come allenatore delle secondary fino al 1995.
Nel 1996 passò ai San Francisco 49ers con lo stesso ruolo.
Nel 1997 firmò con i New York Giants come allenatore dei defensive back. Poi nel 2002 diventò coordinatore della difesa, fino al 2003.
Nel 2004 firmò con i Baltimore Ravens come allenatore delle secondary fino al 2005.
Nel 2006 ritornò ai 49ers per lo stesso ruolo. A partire dal 2009 diventò anche assistente capo-allenatore, fino al 2010.
Nel 2011 firmò con i Philadelphia Eagles come allenatore delle secondary e dei cornerback.
Il 14 febbraio 2012 firmò con gli Oakland Raiders come allenatore dei defensive back, fino al 2013.

## Vittorie e premi

### Franchigia
- National Football Conference Championship: 1

New York Giants: 2000

## Vita familiare
Lynn e sua moglie Laurie hanno tre figli.